# Беране, Натнаэль
Натнаэль Беране (англ. Natnael Berhane; род. 5 января 1991) — эретрейский профессиональный шоссейный велогонщик, выступающий за команду Cofidis, Solutions Crédits.

## Биография
С 2010 по 2012 год Натнаэль Беране выступал за эритрейскую национальную команду. В её составе он выиграл генеральную классификации Тура Эритреи (2010) и Тура Алжира (2012), занял второе место на многодневке Тур Руанды (2010), стал двукратным чемпионом Африки в групповой гонке (2011 и 2012).
В 2013 году эритреец подписал контракт с велосипедной командой высшего дивизиона Direct Énergie. Весной того же года он выиграл Королевский этап Тура Турции и примерил синую майку лидера гонки. В ходе многодневки он уступил эту майку турецкому гонщику Мустафе Сайяру, однако в дальнейшем турка дисквалифицировали и Беране досталось победа в генеральной классификации Тура Турции-2013. На Чемпионате Африки, проходившем в египетском Шарм-эш-Шейхе спортсмен завоевал золотую медаль в командной гонке на время.
В 2014 году Беране стал первым африканским гонщиком, победившим в общем зачете La Tropicale Amissa Bongo. А также он выиграл гонку с раздельным стартом на чемпионате своей страны.

## Победы
| 2010 1-й — Тур Эритреи 1-й на этапе 1 2-й — Тур Руанды 1-й на этапе 7 2011 1-й — Чемпионат Африки групповая гонка 1-й на этапе 6 — La Tropicale Amissa Bongo 3-й — Тур Алжира 1-й на этапе 1 2012 1-й — Тур Алжира 1-й на этапе 3 1-й — Чемпионат Африки групповая гонка | 2013 1-й — Чемпионат Африки командная гонка преследования 1-й — Тур Турции 1-й на этапе 3 2014 1-й — Чемпионат Эритреи в индивидуальной гонке 1-й — La Tropicale Amissa Bongo 1-й Спринтерская классификация 5-й — Tour du Finistère 2015 1-й — Чемпионат Африки командная гонка преследования 1-й — Чемпионат Эритреи в групповой гонке 5-й — Тур Австрии |